# Wubana drassoides
Wubana drassoides är en spindelart som först beskrevs av James Henry Emerton 1882.  Wubana drassoides ingår i släktet Wubana och familjen täckvävarspindlar. Inga underarter finns listade i Catalogue of Life.